# Cyril Akpomedah
Cyril Akpomedah (Enghien-les-Bains, 2 maggio 1979) è un ex cestista francese.

## Palmarès
- Semaine des As/Leaders Cup: 3

Gravelines: 2011
Monaco: 2013, 2016